# Vito Favero
Vito Favero (* 21. Oktober 1932 in Sarmede; † 16. Mai 2014 ebenda) war ein italienischer Radrennfahrer.

## Sportliche Laufbahn
Favero war im Straßenradsport aktiv. Als Amateur gewann er 1951 den Giro del Belvedere. Von 1956 bis 1962 war er Berufsfahrer. Sein bedeutendster sportlicher Erfolg war der zweite Platz in der Tour de France 1958 hinter Charly Gaul. Favero holte Etappensiege in der Tour de France 1959 sowie im Giro d’Italia 1957 und 1959. Auch im Giro di Sardegna gewann er einen Tagesabschnitt, bei Paris–Nizza zwei Etappen.
1959 wurde er Zweiter bei Sassari–Cagliari, 1960 im Giro del Lazio. 1958 kam er bei den Straßenradsport-Weltmeisterschaften auf den 4. Platz im Profirennen.
Die Tour de France bestritt er dreimal. 1958 trug er vier Tage lang das Gelbe Trikot. Nach dem 2. Platz 1958 beendete er die Tour 1959 und 1961 nicht. Im Giro d’Italia war er sechsmal am Start. 1957 wurde er 22., 1958 35., 1959 20. 1960, 1961 und 1962 beendete er die Rundfahrt nicht.